# Salsola paulsenii
Salsola paulsenii là loài thực vật có hoa thuộc họ Dền. Loài này được Litv. miêu tả khoa học đầu tiên năm 1905.